# لينش إيلكوفا
لينش إيلكوفا مواليد 4 أكتوبر 1984 في جمهورية مقدونيا، هي لاعبة كرة يد مقدونية. مثلت منتخب مقدونيا لكرة اليد للسيدات. تلعب حاليا في الدوري التركي لكرة اليد للسيدات.